# Bertha Stoneman
Bertha Stoneman, née le 18 août 1866, morte le 30 avril 1943, est une botaniste sud-africaine d'origine Américaine. Elle a été présidente du Huguenot Collège de 1921 à 1933, et fondatrice de l'association sud-africaine des femmes diplômées des universités.

## Biographie
Bertha Stoneman naît en août 1866 dans une ferme près de Jamestown, dans l'État de New York, fille de Byron Stoneman et Mary Jane Markaham Stoneman. Sa tante, Kate Stoneman, est la première femme admise au barreau de l'État de New York, et son oncle George Stoneman est un général de la Guerre de Sécession, puis un gouverneur de la Californie. Bertha Stoneman obtient son doctorat en botanique à l'université Cornell en 1896, en soutenant une thèse consacrée aux anthracnoses.

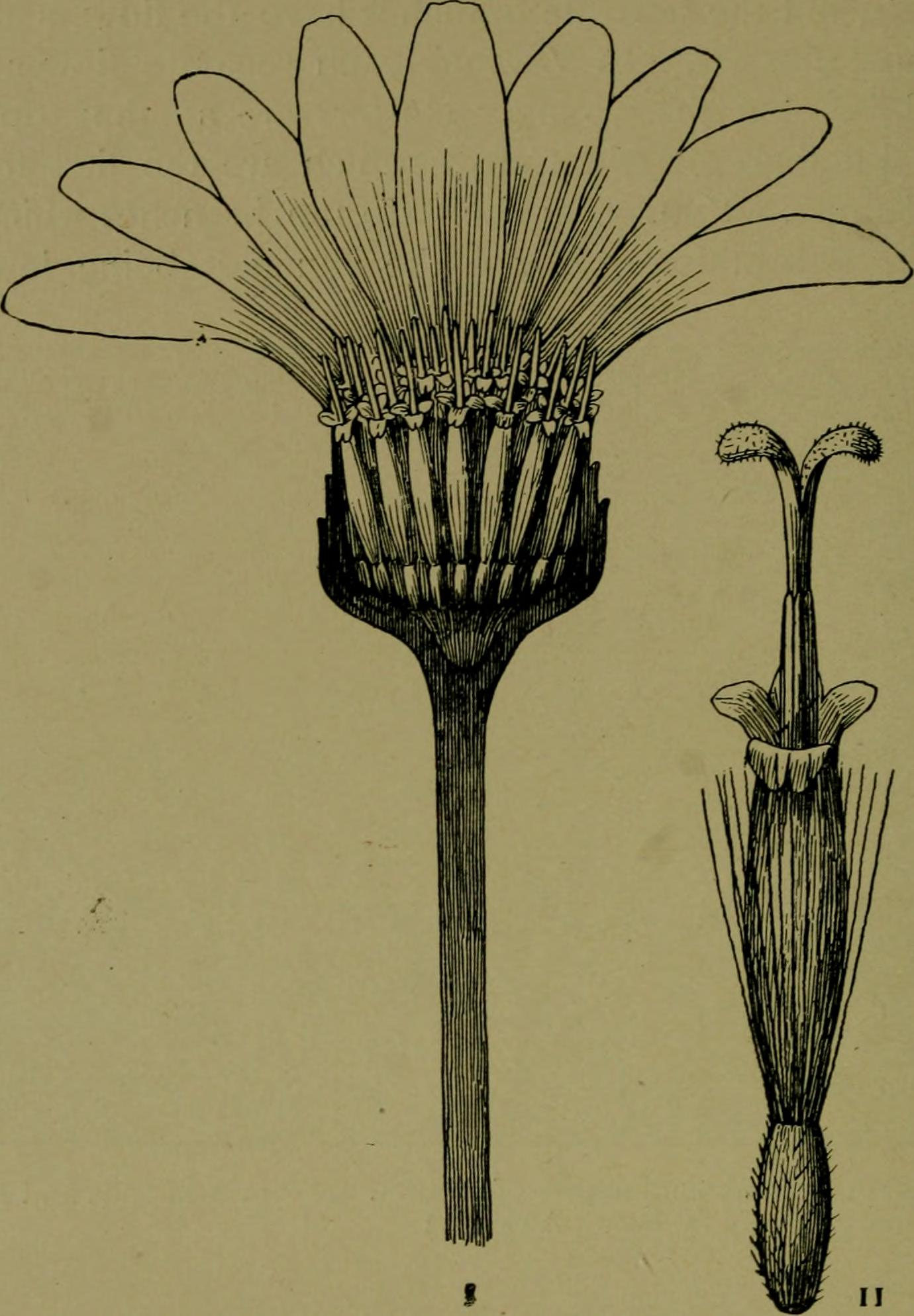
Une illustration de Bertha Stoneman, Plants and their ways in South Africa (1915)

Après ses études, elle accepte un poste de chef du département de botanique au Huguenot Collège, un collège pour filles à Wellington, en Afrique du Sud,. Elle y commence un herbier et une collection de plantes, et enseigne des cours de psychologie et de logique ainsi que botanique. En 1923, elle  fonde la Fédération sud-africaine des femmes diplômées des universités, et en est la première présidente. Elle devient présidente du Huguenot University College, en 1921, et prend sa retraite en 1933.
Son manuel, Plants and their ways in South Africa, publié en 1906, est utilisé dans les établissements scolaires en Afrique du Sud, pendant plusieurs décennies. Parmi ses élèves figurent Olive Coates Palgrave et Ethel Doidge.
Elle meurt à son domicile du Cap, en 1943, âgée de 76 ans. Un laboratoire de botanique à l'Université de Pretoria à son nom, et l'Association sud-africaine des femmes diplômées des universités décerne une bourse annuelle également à son nom.